# Volero Le Cannet 2020-2021
Questa voce raccoglie le informazioni riguardanti il Volero Le Cannet nelle competizioni ufficiali della stagione 2020-2021.

## Organigramma societario
Area direttiva
- Presidente: Jelena Lozančić

Area tecnica
- Allenatore: Lorenzo Micelli
- Allenatore in seconda: Kristian Knudsen

## Rosa
| N° | Nome                 | Ruolo | Data di nascita   | Nazionalità sportiva |
| -- | -------------------- | ----- | ----------------- | -------------------- |
| 1  | Aleksandra Georgieva | O     | 15 febbraio 2002  | Bulgaria             |
| 2  | Maéva Schalk         | O     | 14 dicembre 2005  | Francia              |
| 3  | Michaela Abrhámová   | C     | 31 agosto 1993    | Slovacchia           |
| 4  | Solène Falcon        | P     | 31 marzo 1999     | Francia              |
| 5  | Liis Kullerkann      | C     | 2 maggio 1991     | Estonia              |
| 6  | Déborah Ortschitt    | L     | 10 giugno 1987    | Francia              |
| 7  | Ronika Stone         | C     | 7 giugno 1998     | Stati Uniti          |
| 8  | Eva Janeva           | S     | 31 luglio 1985    | Bulgaria             |
| 9  | Natalija Kazka       | O     | 2 dicembre 1984   | Azerbaigian          |
| 10 | Anastasija Kornienko | P     | 9 settembre 1992  | Russia               |
| 11 | Sara Sakradžija      | S     | 25 marzo 1994     | Serbia               |
| 14 | Nia Reed             | O     | 27 giugno 1996    | Stati Uniti          |
| 15 | Joyce Agbolossou     | S     | 15 gennaio 2002   | Germania             |
| 16 | Amandine Giardino    | L     | 30 marzo 1995     | Francia              |
| 17 | Dana Schmit          | P     | 20 luglio 1997    | Austria              |
| 19 | Lilouann Bechec      | L     | 18 settembre 2003 | Francia              |
| 20 | Lili Laborde         | L     | 12 giugno 2001    | Francia              |